# Hancock (Vermont)
Hancock es un pueblo ubicado en el condado de Addison en el estado estadounidense de Vermont. En el año 2010 tenía una población de 323 habitantes y una densidad poblacional de 3,24 personas por km².

## Geografía
Hancock se encuentra ubicado en las coordenadas 43°55′36″N 72°52′17″O / 43.92667, -72.87139.

## Demografía
Según la Oficina del Censo en 2000 los ingresos medios por hogar en la localidad eran de $29,583 y los ingresos medios por familia eran $40,000. Los hombres tenían unos ingresos medios de $24,531 frente a los $21,875 para las mujeres. La renta per cápita para la localidad era de $16,255. Alrededor del 8.4% de la población estaban por debajo del umbral de pobreza.